# Józef Rubiś
Józef Rubiś (Zakopane, 19 marzo 1931 – Zakopane, 28 settembre 2010) è stato un fondista e biathleta polacco.

## Partecipazioni olimpiche

### Sci di fondo
| Competizioni | Pos. | Data            | Città             |
| ------------ | ---- | --------------- | ----------------- |
| 30 km        | 23ª  | 27 gennaio 1956 | Cortina d'Ampezzo |
| 15 km        | 34ª  | 30 gennaio 1956 | Cortina d'Ampezzo |
| 4 x 10 km    | 9ª   | 4 febbraio 1956 | Cortina d'Ampezzo |

### Biathlon
| Competizioni | Pos. | Data            | Città     |
| ------------ | ---- | --------------- | --------- |
| 20 km        | 6ª   | 4 febbraio 1964 | Innsbruck |